# Centrale de Kannagawa
 (novembre 2017).
Si vous disposez d'ouvrages ou d'articles de référence ou si vous connaissez des sites web de qualité traitant du thème abordé ici, merci de compléter l'article en donnant les références utiles à sa vérifiabilité et en les liant à la section « Notes et références ».
La centrale de Kannagawa est une centrale de pompage-turbinage en construction située au Japon et détenue par TEPCO.